# نقد روان‌شناسی فرگشتی
نقد روانشناسی فرگشتی (انگلیسی: Criticism of evolutionary psychology) روان‌شناسی فرگشتی به دنبال شناسایی و درک ویژگی‌های روان‌شناختی انسان است که تقریباً مانند ویژگی‌های بیولوژیکی از طریق سازگاری با محیط تکامل یافته‌اند. علاوه بر این، تمایل دارد که اکثریت قریب به اتفاق ویژگی‌های روان‌شناختی، مسلماً مهم‌ترین آن‌ها، را به‌عنوان نتیجه انطباق‌های گذشته ببیند، که جنجال و انتقاد قابل‌توجهی را از حوزه‌های رقیب ایجاد کرده‌است. این انتقادات شامل مناقشه در مورد آزمایش پذیری فرضیه‌های تکاملی، مفروضات شناختی مانند مدولار بودن عظیم، ابهام ناشی از فرضیه‌ها در مورد محیطی که منجر به سازگاری تکاملی می‌شود، اهمیت تبیین‌های غیر ژنتیکی و غیر انطباقی، و همچنین مسائل سیاسی و اخلاقی در خود میدان است.
روانشناسان تکاملی معتقدند که انتقادات علیه آن مغالطه پهلوان‌پنبه است و بر اساس دوگانگی ماهیت نادرست در مقابل سرشت و پرورش و/یا بر اساس سوء تفاهم از این رشته‌است.